# Чёрная (приток Неи)

Чёрная — река в России, протекает в Поназыревском районе Костромской области. Устье реки находится в 27 км по левому берегу реки Нея. Длина реки составляет 10 км.
Исток реки находится в лесу около нежилой деревни Высоковка близ границы с Кировской областью и в 24 км южнее Поназырево. Река течёт на северо-запад по ненаселённому лесу, впадает в Нею выше деревни Панино.

## Данные водного реестра
По данным государственного водного реестра России относится к Верхневолжскому бассейновому округу, водохозяйственный участок реки — Ветлуга от истока до города Ветлуга, речной подбассейн реки — Волга от впадения Оки до Куйбышевского водохранилища (без бассейна Суры). Речной бассейн реки — (Верхняя) Волга до Куйбышевского водохранилища (без бассейна Оки).
По данным геоинформационной системы водохозяйственного районирования территории РФ, подготовленной Федеральным агентством водных ресурсов:
- Код водного объекта в государственном водном реестре — 08010400112110000042063
- Код по гидрологической изученности (ГИ) — 110004206
- Код бассейна — 08.01.04.001
- Номер тома по ГИ — 10
- Выпуск по ГИ — 0